# Stor-Älgsjön (naturreservat)
Stor-Älgsjön är ett naturreservat i Storfors och Kristinehamns kommuner i Värmlands län.
Området är naturskyddat sedan 2017 och är 272 hektar stort. Reservatet omfattar norra delen av Stor-Älgsjön med stränder. Närmast sjön finns gammal tallskog, högre upp, i svackor, växer gran. 